# Hotel Mercure Bydgoszcz Sepia
Hotel Mercure Bydgoszcz Sepia – czterogwiazdkowy hotel sieci Mercure zlokalizowany w centrum Bydgoszczy.

## Lokalizacja
Hotel zlokalizowany jest w ścisłym centrum miasta Bydgoszczy w bezpośrednim sąsiedztwie Opery Nova, Starego Miasta oraz Wyspy Młyńskiej.

## Charakterystyka
Hotel powstał w 2014 w kamienicy przy ul. Focha zbudowanej w 1884. Przed laty działała w niej redakcja Ilustrowanego Kuriera Polskiego. Kamienicę gruntownie przebudowano, a na zapleczu wzniesiono nowy pięciokondygnacyjny budynek. W hotelu znajduje się 90 pokoi: 26 jednoosobowych, 59 dwuosobowych oraz 4 pokoje Privilege i apartament z widokiem na Stare Miasto, które w sumie dysponują 160 miejscami noclegowymi. W zabytkowej części znajdują się pokoje typu Privillege oraz apartament. Z ich okien roztacza się widok na rzekę Brdę, budynek Opery oraz na Stare Miasto. Na parterze znajdują się restauracja, lobby bar oraz kuchnia. W hotelu znajdują się także dwie sale konferencyjne, strefa fitness, sauny i winiarnia w piwnicy. Z tarasu umieszczonego na dachu rozciąga się widok na Stare Miasto i Operę Nova.
W hotelu zamontowano system BMS, pozwalający zarządzać z poziomu recepcji każdym pokojem niezależnie. Możliwe jest zdalne ustawianie m.in. temperatury, oświetleniem wewnętrznym, czy iluminacjami zewnętrznymi.
Miejsca parkingowe dla gości zapewnia 5-kondygnacyjny smart parking dla 45 samochodów osobowych, który przechowuje auta na ruchomych platformach. Goście zostawiający swoje samochody otrzymują indywidualne kody, dzięki którym mogą zdalnie sterować przemieszczaniem auta.
Przy hotelu mieści się konsulat honorowy Królestwa Belgii w Bydgoszczy.

## Nagrody
Według portalu TripAdvisor (największy na świecie serwis turystyczny) w 2015 hotel Sepia uzyskał najwyższe oceny gości wśród hoteli w województwie kujawsko-pomorskim.